# 鍾劍華
鍾劍華（英語：Chung Kim-wah，1960年1月9日—）為香港學者、前香港理工大學應用社會科學系助理教授、社會政策研究中心主任，及後為香港聖方濟各大學湯羅鳳賢社會科學院客席副教授。其筆下寫過的評論文章共逾千篇。

## 背景
鍾劍華於兩歲開始居住在九龍彩虹邨紫薇樓，父親是一名海員。鍾劍華早年就讀位於啟德大廈的美江幼稚園和九龍城模範英文中學。在校時曾於1974年加入少年警訊。中五畢業後到教育司署登記為教師，然後一邊升讀中六年級，一邊到香港大同中學夜校為中五年級學生任教英文及經濟及公共事務科。同期又到觀塘官立夜中學教導中二及中三年級學生。而後分別取得香港中文大學社會科學學士、香港大學社會科學碩士以及社會科學博士學位。
鍾劍華過往文章多集中於評論社會政策，希望透過深化政策討論以改變社會，例如反對賭博合法化、爭取全民退休保障、推動標準工時制度等。但眼見單是撰寫評論已難以推進社會發展，認為香港混亂局面與政治制度不公有關，遂於報章及網上評論政治議題，文章風格較以往尖銳，直言轉變原因與雨傘運動及政府管制有關。2020年退休後加入香港民意研究所 (PORI)，任職副行政總裁，研究發現認同自己的香港人身份亦有所下跌，對前景感到絕望，如香港被矮化，認為政府和建制派需反思民生問題。
2020年退休後曾考慮返回中國居住，希望中國走向政治現代化，不諱言是一名「大中華膠」；1989年的天安門事件，是令他思想改變的轉捩點，但直到1997年主權移交，他都仍然希望香港生活方式維持不變，但往後的發展，令他對中國徹底失望。2022年4月25日，鍾透過個人Facebook透露已離開香港往英國。他指出3月上旬就有關「俄烏戰爭」的民調而曾被警方國安處約談，政府不斷以煽動罪等手法打壓異見者，擔心「移動中的紅線」會隨時針對他，他不希望自己的家人和朋友為他而擔憂，只能被迫低調。形容自己不想被恐懼支配。
2024年12月，香港警務處國家安全處公佈通緝鍾劍華，被指涉及煽動分裂國家罪及勾結外國或者境外勢力危害國家安全罪。於2024年5月至2024年6月期間，多次透過社交媒體平台鼓吹「港獨」。於2020年12月至2023年11月期間，多次透過不同的平台和形式，請求外國對中華人民共和國及香港特別行政區進行「制裁」、封鎖及採取其他敵對行動。鍾劍華則表示從未支持過「港獨」，一直認為港獨非可行的安排，但會包容不同意見。他批評港府以「國家安全」的偽命題，不斷進行政治打壓，也違背了《基本法》的各種承諾。
2025年1月14日，鍾劍華之妻與子皆被國安處帶走，調查是否協助在逃；其後，特首李家超表示，任何人涉及威脅國安，政府都會窮追猛打，追究到底。。同月22日，國安處帶走鍾劍華的三名弟妹協助調查，其二弟被帶到荃灣警署、三妹及四弟分別被帶到中區警署和青山警署。